# Château de l'Assay
Cet article possède des paronymes, voir Château de Lassay et Lassay-les-Châteaux.
Le château de l'Assay est situé sur la commune de Faveraye-Mâchelles, en Maine-et-Loire.

## Historique
L'origine du château remonte au XIIIe siècle. La famille Aumard, qui en était alors propriétaire, le conserva jusqu'au XVIe siècle.
En 1707, le château passa à la famille d'Aubigné.
Il passa à la famille Cesbron-Lavau qui fit modifier (plus de hauteur, en particulier le corps central, avec belvédère) le château au cours des années 1850. Jules Cesbron-Lavau fut maire de la commune de 1857 à 1884 et Henri Cesbron-Lavau de 1912 à 1947.